# Реджина-Мария
Реджина-Мария (рум. Regina Maria) — село в Сорокском районе Молдавии. Является административным центром коммуны Реджина-Мария, включающей также село Луговое.

## Название
Название села переводится с молдавского языка как «Королева Мария». Раньше село называлось Котовск.

## Этимология
Село расположено на высоте 181 метр над уровнем моря.

## Население
По данным переписи населения 2004 года, в селе Реджина Мария проживает 549 человек (266 мужчин, 283 женщины).
Этнический состав села:
| Национальность | Число жителей | Процентный состав |
| -------------- | ------------- | ----------------- |
| молдаване      | 541           | 98,54             |
| украинцы       | 3             | 0,55              |
| русские        | 2             | 0,36              |
| румыны         | 2             | 0,36              |
| прочие         | 1             | 0,18              |
| Всего          | 549           | 100 %             |